# Верховина (мопед)
«Верхови́на» — марка советских мопедов и мокиков производства Львовского мотозавода (ЛМЗ).
Первым из серии был мопед под названием «Верховина-3» (МП-048), который значительно отличался от предыдущих двухскоростных моделей (МП-043 и МП-046) более современным внешним видом и техническими усовершенствованиями. У него были колеса меньшего диаметра (65 × 405 мм), новый двигатель, а также  изменены формы деталей, определяющих силуэт машины. Серийный выпуск начался в 1970 году.
Наименование «Верховина» в модельном ряде использовалось заводом до 1982 года.

## Предшественники
Выпуск мопедов (мотовелосипедов, оборудованных мотором Д-4(5) мощностью в 1 л.с.) осуществлялся Львовским мотозаводом задолго до появления марки «Верховина». Некоторые модели:
- Мотовелосипед В-902
- Лёгкий мопед МВ-042 «Львовянка» (укр. Львів'янка). Производилась с 1963 по 1965 год.
- Лёгкий мопед МВ-044
- Лёгкий мопед МП-043
- Лёгкий мопед МП-045
- Лёгкий мопед МП-046
- Лёгкий мопед МП-047 «Тиса»

## Верховина-3
Модель МП-048. Производилась с 1970 года.
Новая модельная серия. Двигатель Ш-51К подобен двигателю мопеда «Jawa Stadion». Также комплектовался двигателем S-52.
Максимальная скорость — 60 км/час.

## Верховина-4
Модель ЛМЗ-2-152. Производился с 1973 года. Уже «мопедное» седло (с бардачком под сиденьем), немного изменённый бак (появились хромированные накладки), двигатель Ш-52, на поздних — Ш-57. В фильме «Приключения Электроника» была показана ранняя модель Верховина-4. Отличалась от более поздних моделей отсутствующими накладками на топливном баке. Подробно разобрано в ролике https://www.youtube.com/watch?v=u2sa7_ctg5g

## Верховина-5
Модель ЛМЗ-2.153. Производилась с 1975 года.
Сильно изменён внешний вид (горизонтальный бак, другой багажник, новая передняя вилка), двигатель Ш-57.

## Верховина-6
Модель ЛМЗ-2.158, ЛМЗ-2.158-1. Производилась с 1977 года.

Новые накладки на бак, изменённое седло, новые крылья (на более поздних моделях), новые боковые крышки, двигатели Ковровского мотозавода Ш-57, позднее — Ш-58, оснащённый кикстартером или двигатель S-58 Шяуляйского завода. Начиная с этой модели качество этих мопедов (мокиков как принято было писать в журнале «За рулём») сильно понизилось, что впоследствии привело к затовариванию и падению спроса на этот вид мототехники. В розничной продаже «Верховина-6» стоила 220 рублей с крашеными крыльями и ободами колес, 223 рубля с хромированными ободами и 226 рублей с хромированными крыльями и ободами.
Считается самым быстрым мопедом в СССР.

## Верховина-7

### Модель ЛМЗ-2.159
Производилась с 1980 года. Основным отличием от предыдущей модели являлось появление нового мотора S-62 с электронной тиристорной системой зажигания "CDI". Внешне мокик отличался фарой, из которой отдельно был вынесен спидометр, также на фаре появилась синяя контрольная лампочка дальнего света фары, аналогичная лампочке на мопеде Рига-22. Если прежняя контактная система зажигания постоянно требовала внимания (самоотворачивались винты контактной группы, гайка крепления маховика, срезалась шпонка маховика), то «Верховина-7» с новым мотором S-62  имела новое электронное зажигание с индуктивным датчиком и тиристорным коммутатором, которое не устанавливалось ни на одной советской технике того периода, аналогичной системой стали комплектовать мотоциклы "Минск" и "Восход". Это была маленькая революция в 80-х. Многие модели японских и итальянских двигателей использовали по-прежнему контактное зажигание. «Семёрка» была последней Верховиной, с 1981 года стали выпускать мопед Карпаты.

### Верховина-Спорт
Производилась на базе «Верховины-6», позднее — на базе «Верховина 7». «Верховина—6-Спорт» создана с учётом специфических требований молодых людей, тянущихся к машине со спортивными атрибутами. В отличие от базовой, она оснащена поднятым вверх и перенесенным на правую сторону глушителем с выпускным патрубком другой конфигурации и дополнительным теплозащитным щитком, сумкой для хранения туристской карты (в продажу не поставлялись), рулем с приваренной перемычкой а-ля мотокросс, а также передним крылом с креплением посредством кронштейна из хромированного стального 4 мм прутка к нижней траверсе, вместо багажника — упрощённый крепёж заднего фонаря (стоп-сигнала). Цена машины (по прейскуранту в СССР) — 228 рублей.

### Верховина-Турист
Модификация с ветровым стеклом и кронштейнами из стального хромированного прутка под боковые сумки для мототуризма.
Производилась на базе всех моделей.